# دائرة ابن زياد
دائرة ابن زياد إحدى دوائر ولاية قسنطينة الجزائرية . عاصمتها هي ابن زياد وتضم بلديات : 
- ابن زياد
- مسعود بوجريو

رئيس الدائرة : السيد العربي بوزيان بداية من جانفي 2016